# Eusiphon longissimum
Eusiphon longissimum är en akantusväxtart som beskrevs av Raymond Benoist. Eusiphon longissimum ingår i släktet Eusiphon och familjen akantusväxter. Inga underarter finns listade i Catalogue of Life.